# Олицький Микола Васильович
Олицький Микола Васильович (нар. 22 травня 1960, с. Троєщина, Полонський район, Хмельницька область) — Заслужений працівник сільського господарства України.

## Біографія
Олицький Микола Васильович народився 22 травня 1960 року в селі Троєщина Полонського району Хмельницької області у багатодітній родині. Батько — Василь Юхимович — працював на фермі, мати — Ганна Іванівна — в ланці.
З 1977 року Микола Олицький працював трактористом у колгоспі ім. Кірова. У 1981 році вступив до Кам'янець-Подільського сільськогосподарського інституту на факультет механізації сільського господарства.

## Трудова діяльність
1986 рік — Микола Васильович повернувся в село Троєщина. Працював інженером з ремонту сільськогосподарських машин, завідувачем центральною ремонтною майстернею, заступником голови колгоспу, головним інженером.
2000 рік — обраний головою правління сільськогосподарського виробничого кооперативу «Лабунський». Це багатогалузеве господарство, яке спеціалізується на вирощуванні зернових і технічних культур із розвинутим м'ясо-молочним тваринництвом. В обробітку понад 4000 га землі. На фермах утримується 2300 голів ВРХ, 520 корів, 2000 свиней, 300 овець, 60 коней і 115 бджолосімей. Господарство неодноразово заносилось на районну й обласну дошку Пошани.

## Нагороди
2008-2009 рр., 2011 р. — нагороджений Дипломом Міністерства аграрної політики України.
Нагороджений трудовою відзнакою Міністерства аграрної політики та продовольства України «Знак пошани», Почесною грамотою Кабінету Міністрів України, нагрудним знаком Міністерства аграрної політики України «За відданість своїй справі», ювілейною медаллю «20 років незалежності України», орденами «Королеви Анни» та «Зірка економіки України», Почесними грамотами районної й обласної ради та адміністрації.
2020 рік - отримав звання «Заслужений працівник сільського господарства України».